# Trotomma brevithorax
Trotomma brevithorax is een keversoort uit de familie bloemspartelkevers (Scraptiidae). De wetenschappelijke naam van de soort is voor het eerst geldig gepubliceerd in 1897 door Pic.